# Lomaspilis andrearia
Lomaspilis andrearia är en fjärilsart som beskrevs av Lambert-Joseph-Louis Lambillion 1919. Lomaspilis andrearia ingår i släktet Lomaspilis och familjen mätare. Inga underarter finns listade i Catalogue of Life.